# Aloys Mießl von Zeileisen
Aloysius Joannes Nep. Ferdinandus Mießl Edler von Zeileisen (* 1759 in St. Joachimsthal; † 12. Oktober 1815) war ein böhmischer Mineraloge, k. k. Berggeschworner in Bleistadt, Oberbergverwalter und Bergrichter in Pribram.

## Leben
Aloys Mießl wurde in St. Joachimsthal im Erzgebirge geboren. Er war der älteste Sohn des Bergrichters und Oberamtsverwalters Johann Nepomuk Mießl (1733–1802) und dessen Ehefrau Maria Barbara (1732–1801), der Tochter des Stadtschreibers von St. Joachimsthal Johann Anton Macasius geboren. 1786 wurde die Familie in den erblichen Adelsstand erhoben und erwarb dabei von dem in männlicher Linie ausgestorbenen Geschlecht Zeileisen das Wappen und Prädikat „Edler von Zeileisen“. Mießl begann seine Laufbahn als Aktuar in Pribram. 1790 wurde er Berggeschworener in Bleistadt und 1797 Oberbergverwaltersadjunkt in Pribram. 1799 wurde er zum Bergrat und Bergamtsvorsteher ernannt. 1812 erhielt er den Titel eines k. k. Gubernialrates. Bedeutend ist sein 1796 erschienenes Werk „Beschreibung des Gebirges und Bergbaues bey Przibram in Böhmen“.

## Familie
Aloys Mießl von Zeileisen war vermählt mit Antonia Peithner Edle von Lichtenfels (* 1776; † 11. Juli 1848 in Prag), Tochter des Joseph Wenzel Peithner Edler von Lichtenfels Gubernialrat in Prag.
- Wenzl Eusebius Jgnatz (* 30. Juli 1799 in Pribram; † 26. September 1854 in Prag), Eisenverschleißfaktor; ⚭ Barbara
- Maria Ludovica Theresia Josepha (* 6. April 1803 in Pribram)
- Josepha Wilhelmina Karolina Nepomucena (* 19. Mai 1805 in Pribram)
- Maria Josepha Veronica Theresia Nepomucena (* 5. Februar 1809 in Pribram)